# Roel Dijkstra (voetbalstrip)
Roel Dijkstra is een Nederlandse stripreeks over voetbal oorspronkelijk getekend door Jan Steeman met scenario van Andries Brandt. Later namen meerdere auteurs deze stripreeks over waaronder scenarist Jaap Bubenik en sinds 2016 Willem Ritstier en tekenaars Keith Watson, Marinko Lebovic en sinds 2016 Roelof Wijtsma.

## Inhoud
Hoofdpersoon Roel Dijkstra is een blonde Nederlandse voetballer die uitgroeit tot een international voetbalheld. Hij start zijn carrière bij de lokale voetbalclub "FC Leidrecht", die uitkomt in de tweede divisie.
Zijn voetbalkwaliteiten blijven niet onopgemerkt en een internationale transfer kan dan ook niet uitblijven. Hij vertrekt naar het Verenigd Koninkrijk waar hij uitkomt voor "FC Hadfort en waar hij met aanpassingsproblemen te kampen krijgt.
Gedurende zijn carrière voetbalt hij nog voor het Corsicaanse "FC Union" en na zijn terugkeer in Nederland bij "FC Rapiditas". Dijkstra raakt verwikkeld in velerlei omstandigheden, waaronder louche clubvoorzitters, omkoping en persoonlijke problemen. Tegelijkertijd moet hij onder meer voetballen tegen degradatie, spelen om de beker of het landskampioenschap en heeft hij een felle concurrentiestijd met medespelers.

## Publicatiegeschiedenis

### 1975-1994
Oorspronkelijk werd deze strip getekend door Jan Steeman met scenario's van Andries Brandt, die 10 albums publiceerden. De strip werd voorgepubliceerd in Eppo. Later namen scenaristen Dave Hunt, Jaap Bubenik en Roy Robson deze reeks over, met tekenwerk van Keith Watson en Lebovic Marinko.
Deze reeks werd in 1994 stopgezet.

### 2016-2018
Medio 2009 maakte men in het uit de as herrezen stripblad Eppo melding van een aanstaande comeback van Roel Dijkstra. Het duurde echter lange tijd voor die comeback kon worden gerealiseerd. De striptekenaar Aart Cornelissen liet in april 2013 weten aan een nieuw album te werken, maar moest de Eppo-makers nog wel overtuigen van zijn kwaliteiten. Daarnaast was het op dat moment onduidelijk of Eppo wel de rechten bezat om met het "merk Dijkstra" aan de slag te gaan.
Pas op 13 oktober 2016 startte in stripblad Eppo een nieuw verhaal, getiteld Thuisfront; op scenario van Willem Ritstier en met tekeningen van Roelof Wijtsma. In 2017 werd Thuisfront in albumvorm uitgebracht, gevolgd in 2018 door Pamplona. Na die twee albums werd deze reeks opnieuw stopgezet. De redactie van Eppo vond namelijk dat er te veel tijd ging over het tweede en het geplande derde verhaal.

## Albums
Andries Brandt, Jan Steeman
1. Buitenspel & Doorbraak              (1977)
2. Hattrick                            (1977)
3. Obstructie                          (1978)
4. Gevaarlijk spel                     (1978)
5. Op vreemd terrein                   (1979)
6. Hard tegen hard                     (1980)
7. De superspits                       (1981)
8. Het magische veld                   (1981)
9. Thuiswedstrijd                      (1982)
10. Venijn op Corsica                   (1982)

Dave Hunt, Keith Watson
1. De maarschalk                       (1983)
2. Amerikaans avontuur                 (1983)
3. Uitgeschakeld                       (1984)

Jaap Bubenink, Keith Watson
1. De invaller                         (1985)
2. De miljoenentransfer/De mini- W.K.  (1985)
3. De schijnbeweging                   (1987)
4. De sponsor                          (1987)
5. De zwarte toto                      (1992)

Jaap Bubenink, Marinko Lebovic
1. Het contract                        (1992)

Roy Robson, Marinko Lebovic
1. Ebony                               (1994)
2. Het mijnenveld                      (1995)

Willem Ritstier, Roelof Rijtsma
1. Thuisfront                          (2017)
2. Viva Pamplona                       (2018)